# 2022年5月臺灣
| << | 2022年5月 （民國111年） | >> |    |    |    |    |
| \| 日 \| 一 \| 二 \| 三 \| 四 \| 五 \| 六 \| \| 1 \| 2 \| 3 \| 4 \| 5 \| 6 \| 7 \| \| 8 \| 9 \| 10 \| 11 \| 12 \| 13 \| 14 \| \| 15 \| 16 \| 17 \| 18 \| 19 \| 20 \| 21 \| \| 22 \| 23 \| 24 \| 25 \| 26 \| 27 \| 28 \| \| 29 \| 30 \| 31 \| \| \| \| \| \| \| \| \| \| \| \| \| |                         |    |    |    |    |    |
| 臺灣新聞動態／維基新聞 |                         |    |    |    |    |    |
| 世界／中国大陆／臺灣 |                         |    |    |    |    |    |
| 日 | 一                      | 二 | 三 | 四 | 五 | 六 |
| 1 | 2                       | 3  | 4  | 5  | 6  | 7  |
| 8 | 9                       | 10 | 11 | 12 | 13 | 14 |
| 15 | 16                      | 17 | 18 | 19 | 20 | 21 |
| 22 | 23                      | 24 | 25 | 26 | 27 | 28 |
| 29 | 30                      | 31 |    |    |    |    |
| |                         |    |    |    |    |    |

## 5月1日
- 因台灣鐵路工會因為不滿蔡英文政府未經協商即強推「台鐵公司化」，在劳动节發動依法休假造成表定列車全部停駛[1]。這也是這也是台鐵自1988年5月1日發生首次罷工事件事隔34年後，第2次發生非因颱風、天災全面停駛的狀況[2]。
- 本土確診達16,936例（境外移入149例，3例死亡），再創台灣新冠疫情史上「單日本土」及「單日新增」確診病例新高，並已經連4天本土單日確診破萬例，臺灣總確診數突破13萬例[3]。

## 5月2日
- 本土確診達17,801例（境外移入57例，3例死亡），再創台灣新冠疫情史上「單日本土」及「單日新增」確診病例新高，並已經連5天本土單日確診破萬例，臺灣總確診數突破15萬例[4]。
- 6至11歲兒童今日開始接種新型冠狀病毒疾病疫情(COVID-19)兒童疫苗[5]。

## 5月3日
- 本土確診達23,102例（境外移入37例，5例死亡），再創台灣新冠疫情史上「單日本土」及「單日新增」確診病例新高，並已經連6天本土單日確診破萬例，臺灣總確診數突破17萬例[6]。
- 中央流行疫情指揮中心宣布，自2022年5月9日零時起(航班表定抵臺時間)入境居家檢疫天數縮短為7天，另入境日為第0天，並自第8天起接續自主健康管理7天[7]。

## 5月4日
- 本土確診達28,420例（境外移入67例，5例死亡），再創台灣新冠疫情史上「單日本土」及「單日新增」確診病例新高，並已經連7天本土單日確診破萬例，臺灣總確診數突破20萬例[8]。

## 5月5日
- 本土確診達30,035例（境外移入71例，5例死亡），再創台灣新冠疫情史上「單日本土」及「單日新增」確診病例新高，並已經連8天本土單日確診破萬例，臺灣總確診數突破23萬例[9]。
- 中央疫情指揮中心宣布，修訂「嚴重特殊傳染性肺炎」之病例定義，5月12日起實施「快篩陽性即確診」，但針對居家隔離、自主防疫、檢疫者三族群，快篩陽性且由醫事人員遠距診療確認，即視同確診[10][11]。也正式調高醫院收治門檻至80歲以上長者[12]。
- 疾病管制署指揮中心正式呼籲民眾於居家隔離及自主防疫期間或居家檢疫期間如自行快篩陽性，應透過遠距門診醫療[13]。

## 5月6日
- 本土確診達36,213例（境外移入45例，10例死亡），再創台灣新冠疫情史上「單日本土」及「單日新增」確診病例新高，並已經連9天本土單日確診破萬例，臺灣總確診數突破26萬例[14]。
- 中央流行疫情指揮中心表示，即日起增加公費PCR篩檢服務診所，申請有437家，目前已有190家目前已經提供公費篩檢，並且可以透過採檢地圖查詢，目前要先電話預約。診所名單已公布於衛生福利部疾病管制署全球資訊網「COVID-19防疫專區」/臺灣社交距離App及採檢地圖/COVID-19全國指定社區採檢院所地圖[15][16]。

## 5月7日
- 本土確診達46,377例（境外移入159例，11例死亡），再創台灣新冠疫情史上「單日本土」及「單日新增」確診病例新高，並已經連10天本土單日確診破萬例，臺灣總確診數突破31萬例[17]。
- 中央流行疫情指揮中心記者會上，教育部長潘文忠宣布最新停課標準，5月8日起，調整校園防疫措施[18]。
  - 國小及幼兒園階段，考量疫苗施打尚未普及，確診個案如「確診前2日內」曾到校上課，其所屬班級之同學與導師（國小以下同班同學），全班暫停實體課程3天，並由學校提供1人1劑快篩試劑。
  - 國中及高中階段，取消全班性暫停實體課程方式，與確診個案同班同學不須居家隔離，該確診個案如「確診前2日內」曾到校上課，確診學生所屬班級之座位「九宮格」同學，實施3天「防疫假」停止到校，並由學校提供1人1劑快篩試劑，招收國中及高中學生之補習班比照辦理。
  - 大專階段，取消全校性暫停實體課程方式，學校可授權「授課教師」於上課班級出現確診或居隔學生而須返家進行居家照護或居家隔離時，考量目前已近學期末，為避免學生往返奔波，得經與學生討論後，依專科以上學校遠距教學實施辦法規定，實施遠距教學至（110學年度第2學期）期末。
- 中央流行疫情指揮中心宣布，未來輕症居家照護對象距發病日或採檢日達7天，無須採檢即可解隔，檢驗陽性日為5月8日起的確診者都適用，但不回溯適用5月8日前的確診者[19]。
- 中央流行疫情指揮中心宣布，5月8日起，密切接觸者匡列以同住親友為原則，並取消居家隔離者電子圍籬，但確診個案隔離治療、居家照護及居家檢疫期間，仍維持電子圍籬措施[20]。

## 5月8日
- 本土確診達44,294例（境外移入67例，12例死亡），單日新增「中重症」118例、單日死亡數新增12例，雙創今年新高，已經連11天本土單日確診破萬例，臺灣總確診數突破35萬例[21]。
- 台灣電力公司的111年度新進僱用人員甄試於5月8日招考，報名人數17,761人，實際到考人數9,225人，到考率僅51.9%，平均到考錄取率約9.29%[22]。

## 5月9日
- 本土確診達40,263例（境外移入41例，12例死亡），已經連12天本土單日確診破萬例，臺灣總確診數突破39萬例[23]。

## 5月10日
- 本土確診達50,780例（境外移入48例，12例死亡），再創台灣新冠疫情史上「單日本土」及「單日新增」確診病例新高，並已經連13天本土單日確診破萬例，臺灣總確診數突破44萬例[24]。

## 5月11日
- 本土確診達57,188例（境外移入28例，8例死亡），再創台灣新冠疫情史上「單日本土」及「單日新增」確診病例新高，並已經連14天本土單日確診破萬例，臺灣總確診數突破50萬例[25]。

## 5月12日
- 本土確診達65,358例（境外移入61例，17例死亡），再創台灣新冠疫情史上「單日本土」及「單日新增」確診病例新高。「單日死亡」數新增17例，創今年新高。並已經連15天本土單日確診破萬例，臺灣總確診數突破57萬例[26]。
- 經濟部公告自5月11日起至6月30日止，輸入中國大陸製快篩試劑，每人限1次，不超過100劑，免向經濟部申請專案核准，亦免向本部國際貿易局申請輸入許可證，進口人可直接向海關報關輸入，但輸入後不得販售[27]。

## 5月13日
- 本土確診達64,972例（境外移入39例，41例死亡），已經連16天本土單日確診破萬例，臺灣總確診數突破63萬例，總死亡人數突破1,000例[28]；另41例死亡也是超過三級警戒期間死亡的新高紀錄[29]。
- 中央流行疫情指揮中心表示，專家會議日前已經決議，通過第2次追加劑（第4劑）疫苗接種，以65歲以上年長者、安養機構、18歲以上免疫力低下8類對象，一共3大族群為優先接種，至於其他一般民眾則暫不用打第4劑。第2次追加劑與上一次追加劑間隔為5個月，預計最快下週開放接種，詳細時間近期公布。且不論前面劑次接種廠牌，第2次追加劑可接種Moderna COVID-19 疫苗半劑量(50 微克)、BioNTech COVID-19 疫苗全劑量或蛋白質次單元(如高端、Novavax) COVID-19 疫苗全劑量[30]。
- 台北市計程車駕駛員職業工會、台灣數位平台預約接送從業人員產業工會至中央流行疫情指揮中心及交通部抗議，並訴求想要免費的快篩試劑[31]。
- 許多勞工被雇主要求快篩後才能上班，勞動部表示，雇主如果基於營運目的及職場防疫需求要求勞工快篩，費用應該由雇主負擔[32]。
- 教育部宣布111學年大專校院學雜費收費基準基本調幅為0.44%[33]，另同意即日起全面開放各大學可遠距教學至學期末且不必通報教育部[34]。「國立台灣大學系統」3校台大、台師大、台科大，宣布直接遠距到學期結束[35]。

## 5月14日
- 本土確診達63,964例（境外移入77例，40例死亡），已經連17天本土單日確診破萬例，臺灣總確診數突破69萬例[36]。
- 中央流行疫情指揮中心宣布，5月16日起開放接種第2次COVID-19疫苗追加劑，接種對象包括65歲以上長者、長照機構住民、18歲以上免疫不全及免疫力低下者[37]。

## 5月15日
- 本土確診達68,732例（境外移入37例，19例死亡），再創台灣新冠疫情史上「單日本土」及「單日新增」確診病例新高，已經連18天本土單日確診破萬例，臺灣總確診數突破76萬例[38]。

## 5月16日
- 本土確診達61,754例（境外移入57例，29例死亡），已經連19天本土單日確診破萬例，臺灣總確診數突破83萬例[39]。

## 5月17日
- 本土確診達65,794例（境外移入39例，38例死亡），已經連20天本土單日確診破萬例，臺灣總確診數突破89萬例[40]。
- 中央流行疫情指揮中心宣布，諮詢專家修訂「嚴重特殊傳染性肺炎」病例定義，65歲(含)以上長者，無論是否為居家隔離/檢疫或自主防疫對象，如使用家用抗原快篩試劑檢測結果陽性，並經醫事人員確認，或由醫事人員執行抗原快篩結果陽性者，即為確診，並自2022年5月18日起實施[41]。

## 5月18日
- 本土確診達85,310例（境外移入46例，41例死亡），再創台灣新冠疫情史上「單日本土」及「單日新增」確診病例新高，已經連21天本土單日確診破萬例，臺灣總確診數突破98萬例[42]。
- 台灣首府大學宣佈受到疫情衝擊導致資金缺乏，8月前會資遣50多位教職員，向教育部申請停辦，學生將由教育部協助轉學[43][44]。

## 5月19日
- 本土確診達90,331例（境外移入47例，59例死亡），再創台灣新冠疫情史上「單日本土」及「單日新增」確診病例新高。已經連22天本土單日確診破萬例，臺灣總確診數突破107萬例[45]。

## 5月20日
- 本土確診達85,720例（境外移入41例，49例死亡），單日新增「中重症」237例，創今年新高紀錄。已經連23天本土單日確診破萬例，臺灣總確診數突破115萬例[46]。

## 5月21日
- 本土確診達84,587例（境外移入52例，59例死亡），已經連24天本土單日確診破萬例，臺灣總確診數突破124萬例[47]。

## 5月22日
- 本土確診達79,441例（境外移入46例，53例死亡），單日新增「中重症」256例，創當年新高紀錄。已經連25天本土單日確診破萬例，臺灣總確診數突破132萬例[48]。

## 5月23日
- 本土確診達66,247例（境外移入36例，40例死亡），已經連26天本土單日確診破萬例，臺灣總確診數突破138萬例[49]。

## 5月24日
- 本土確診達82,363例（境外移入72例，42例死亡），已經連27天本土單日確診破萬例，臺灣總確診數突破146萬例[50]。
- 經濟部表示，如國人對快篩試劑有大量需求，即日起可在四大超商（統一、全家、萊爾富、OK）及四大零售通路（全聯、美廉社、屈臣氏、康是美）全國有販售單劑亞培家用快篩劑的門市，依實際需求購買，不再每人限購1劑[51]。
- 曾被選印為新臺幣500元的鈔票封面上的陸永茂[52]，在宜蘭縣三星鄉的家中驟逝，享壽63歲[53]。

## 5月25日
- 本土確診達89,352例（境外移入37例，76例死亡），已經連28天本土單日確診破萬例，臺灣總確診數突破155萬例[54]。
- 台灣羅氏醫療診斷設備股份有限公司總經理吳慶城宣布，共將供應1.78億劑羅氏家用新冠病毒抗原自我檢測套組快篩在快篩實名制部份[55]。

## 5月26日
- 本土確診達81,852例（境外移入55例，104例死亡），「單日死亡」數新增104例，首次單日突破百例創「歷史最高」紀錄。已經連29天本土單日確診破萬例，臺灣總確診數突破164萬例[56]。

## 5月27日
- 本土確診達94,808例（境外移入47例，126例死亡），再創台灣新冠疫情史上「單日本土」及「單日新增」確診病例新高。已經連30天本土單日確診破萬例，臺灣總確診數突破173萬例[57]。
- 立法院三讀通過《國營台灣鐵路股份有限公司設置條例》，全文共計23條[58]。

## 5月28日
- 本土確診達80,835例（境外移入46例，127例死亡），中症增293例、重症增115例，再創單日新高。已經連31天本土單日確診破萬例，臺灣總確診數突破181萬例[59]。

## 5月29日
- 本土確診達76,539例（境外移入66例，145例死亡），「單日死亡」數新增145例創今年新高。已經連32天本土單日確診破萬例，臺灣總確診數突破189萬例[60]。

## 5月30日
- 本土確診達60,042例（境外移入61例，109例死亡），已經連33天本土單日確診破萬例，臺灣總確診數突破195萬例[61]。

## 5月31日
- 本土確診達80,656例（境外移入49例，90例死亡），已經連34天本土單日確診破萬例，臺灣總確診數突破203萬例[62]。

- 一架 AT-3自強號高級教練-輕攻擊機在高雄冈山区墜毀[63]。